# 韋斯利 (喬治亞州)
韋斯利（英語：Wesley）是位於美國喬治亞州伊曼紐爾縣的一個非建制地區。該地的面積和人口皆未知。

## 地理
韋斯利的座標為32°29′01″N 82°19′51″W / 32.48361°N 82.33083°W，而該地的平均海拔高度為72米（即236英尺）。